# Pilea neglecta
Pilea neglecta är en nässelväxtart som beskrevs av Nathaniel Lord Britton. Pilea neglecta ingår i släktet pileor, och familjen nässelväxter. Inga underarter finns listade i Catalogue of Life.